# 辛登巴赫河
50°53′46.4″N 8°11′45.2″E / 50.896222°N 8.195889°E

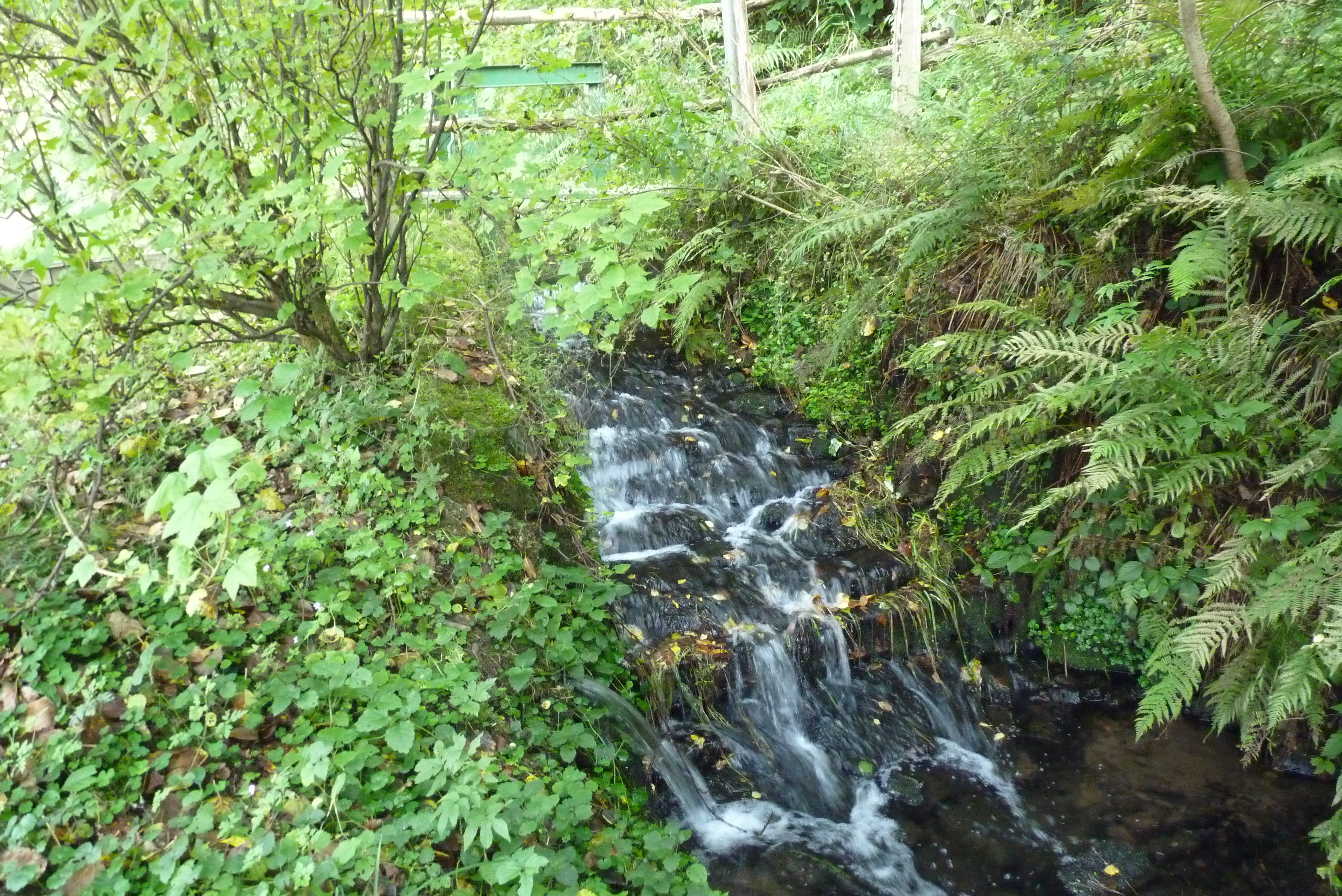

辛登巴赫河（德語：Sindernbach），是德國的河流，位於該國西部，處於北萊茵-威斯特法倫州，屬於錫格河的左支流，河道全長3.6公里，流域面積3.5平方公里。